# Область Томбо
Область Томбо, или Сердце Плутона — область на поверхности карликовой планеты Плутон, названная так по аналогии с изображением сердца. Большая светлая область диаметром 2300 километров получила прозвище «сердце Плутона» в различных СМИ и публикациях НАСА.

## Описание
Область была выявлена на первых детальных фотографиях Плутона 15 июля 2015 года, посланных межпланетной станцией «Новые горизонты». 8 августа 2017 года Международный астрономический союз официально утвердил название «область Томбо» в честь астронома Клайда Томбо, открывшего Плутон.
На детальных фотографиях Плутона видно, что половины «сердца» не идентичны, левая доля, на которой находится равнина Спутника, ярче. Считается, что левая доля представляет собой кратер, заполненный кристаллическим азотом. Возможно также, что уровень светлой области выше.
На территории области Томбо были обнаружены две горные гряды. Высота первой, расположенной рядом с нижней частью «сердца» и получившей название Горы Норгея — до 3500 метров. Высота второй, названной Горы Хиллари и располагающейся недалеко от юго-западной окраины этой области между ледяными равнинами (плато Спутника) и тёмными участками (местностью, отмеченной ударными кратерами) — до 1500 метров.

## Галерея
- Изображение Плутона 2010 года, собранное из данных телескопа «Хаббл». Несмотря на то, что тогда она ещё не была названа или определена как отдельный элемент, область Томбо различима
- Фотография 13 июля 2015 года
- Ледяной монооксид углерода на Плутоне, выделенный зелёным цветом, сконцентрирован на равнине Спутника.
Фотография 14 июля 2015 года